# Улица Земгалю (Рига)
Улица Зе́мгалю (латыш. Zemgaļu iela) — улица в Видземском предместье города Риги, в микрорайоне Тейка. Начинается от улицы Лиелвардес, проходит в восточном и северо-восточном направлении, параллельно Бривибас гатве. Пересекает и заканчивается перекрёстком с безымянным проездом, иногда рассматриваемым как часть улицы Стамериенас. С другими улицами не пересекается.
Общая длина улицы Земгалю составляет 699 метров. На всём протяжении имеет асфальтовое покрытие. Разрешено движение в обоих направлениях. Общественный транспорт по улице не курсирует.
Улица Земгалю возникла в 1934 году под своим нынешним названием, которое никогда не изменялось. Оно происходит от названия балтской народности земгалы.

## Примечательные здания
Ряд зданий на улице Земгалю является охраняемыми памятниками архитектуры:
- Дом № 1 (1937 г., архитектор Н. Македовскис) — памятник архитектуры государственного значения.
- Дом № 6 (1936 г., архитектор Лидия Хофмане-Гринберга (1898—1983)) — памятник архитектуры местного значения.
- Дом № 11 (1935 г., архитектор Л. Хофмане-Гринберга) — памятник архитектуры местного значения.

## Прилегающие улицы
Улица Земгалю пересекается со следующими улицами:
- Улица Лиелвардес
- Улица Криву
- Улица Дзербенес
- Улица Васку